# Claire Julien

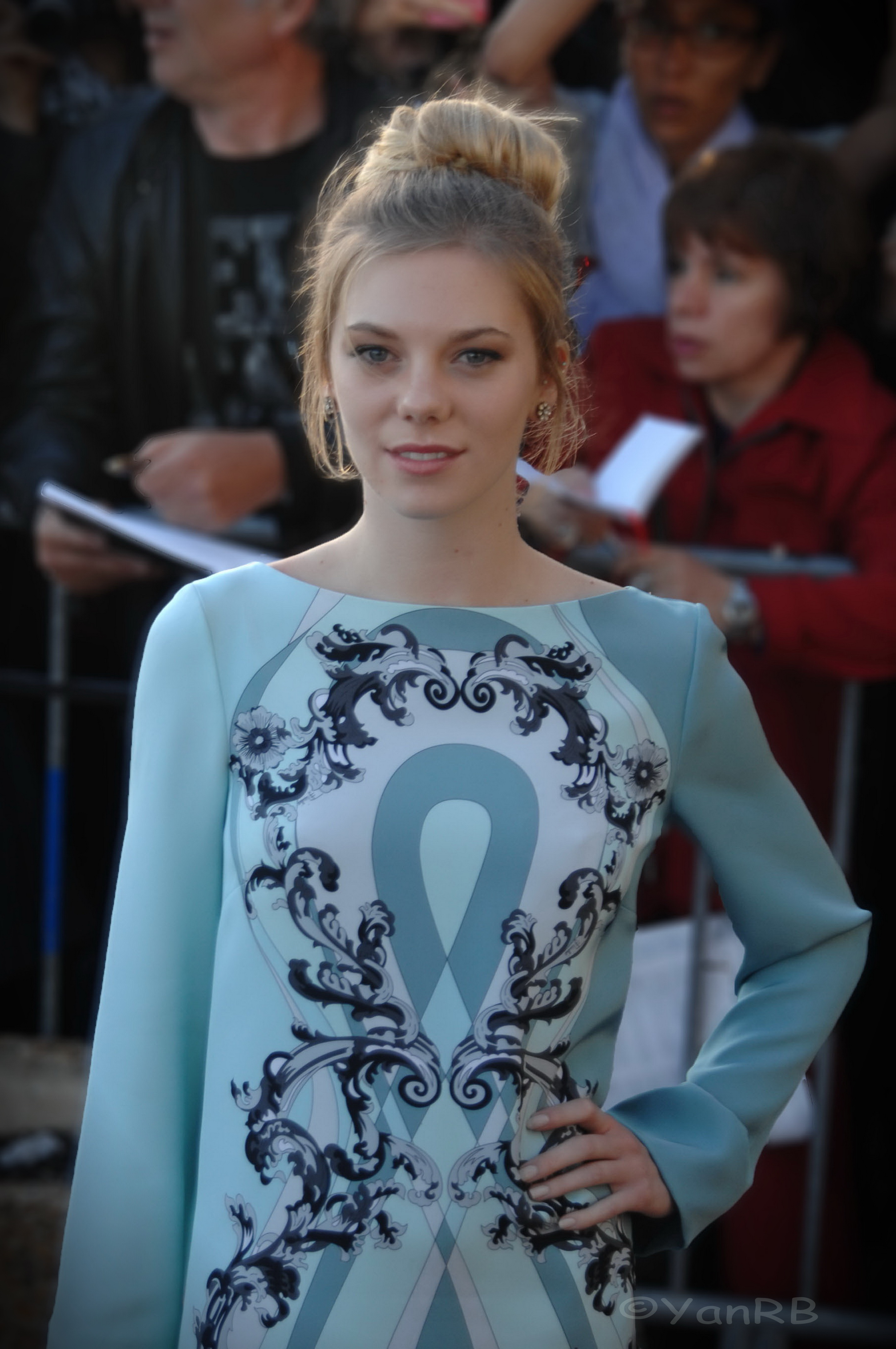
Claire Julien, 2013

Claire Julien, eigentlich Claire Alys Pfister (* 11. Januar 1995 in Los Angeles, Kalifornien), ist eine US-amerikanische Schauspielerin.

## Leben
Claire Julien ist die Tochter des Kameramannes und Oscargewinners Wally Pfister. Ihren ersten Filmauftritt hatte sie 2012 in The Dark Knight Rises von Christopher Nolan. 2013 spielte sie neben Emma Watson in The Bling Ring.

## Filmografie
- 2012: The Dark Knight Rises
- 2013: The Bling Ring